# Karamanovo
Karamanovo (bulgariska: Караманово) är ett distrikt i Bulgarien.   Det ligger i kommunen Obsjtina Tsenovo och regionen Ruse, i den centrala delen av landet, 200 km nordost om huvudstaden Sofia.
Trakten runt Karamanovo består till största delen av jordbruksmark. Runt Karamanovo är det ganska glesbefolkat, med 24 invånare per kvadratkilometer.